# Leo und Leo
Leo und Leo waren die Werbetrenner des Bayerischen Rundfunks (BR).
Bereits der erste Werbespot am 3. November 1956 wurde durch einen Löwen im blauen Rautenhemd angekündigt. Der Entwurf stammt von Johannes Behler. Im Laufe der Zeit wurde ein zweiter Löwe hinzugefügt und er wurde seitdem optisch mehrmals überarbeitet.
Er diente auch als Logo des BR und es wurden Werbemittel wie z. B. Telefonkarten hergestellt. Auch wurde ihm das Bilderbuch Als Leo noch beim Fernsehen war gewidmet.